# Lozanovo
Lozanovo (macedónul: Лозаново) település Észak-Macedóniában, a Északkeleti körzetben, Kriva Palanka községben.

## Népesség
| Lakosok száma | 127  | 136  | 130  | 119  | 223  | 503  | 517  | 53   | 64   |
|               | 1948 | 1953 | 1961 | 1971 | 1981 | 1991 | 1994 | 2002 | 2021 |

- 2002-ben 53 lakosa volt, akik közül 52 macedón és 1 bosnyák.